# Friedhof Varaždin

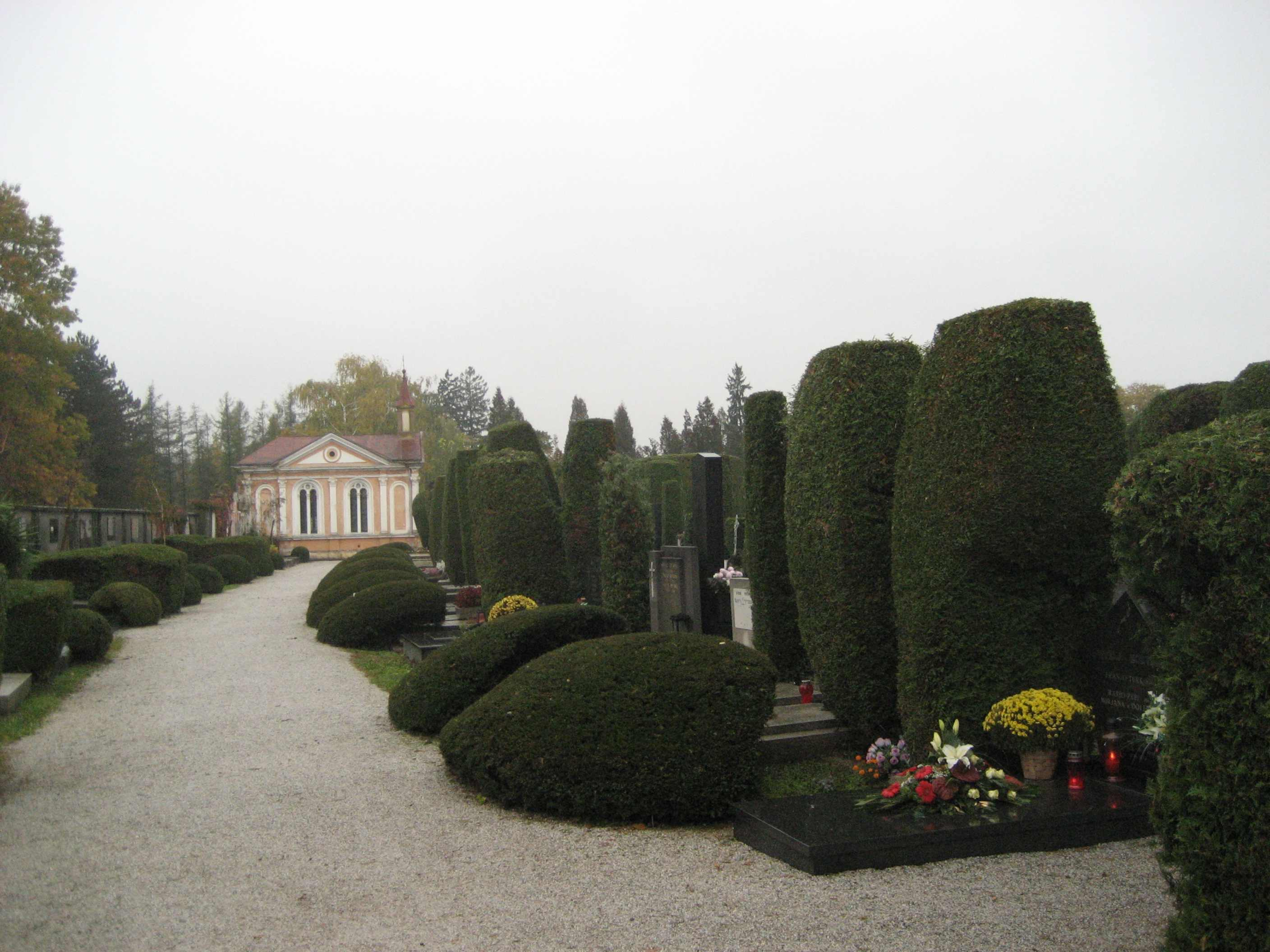
Friedhof Varaždin (1)

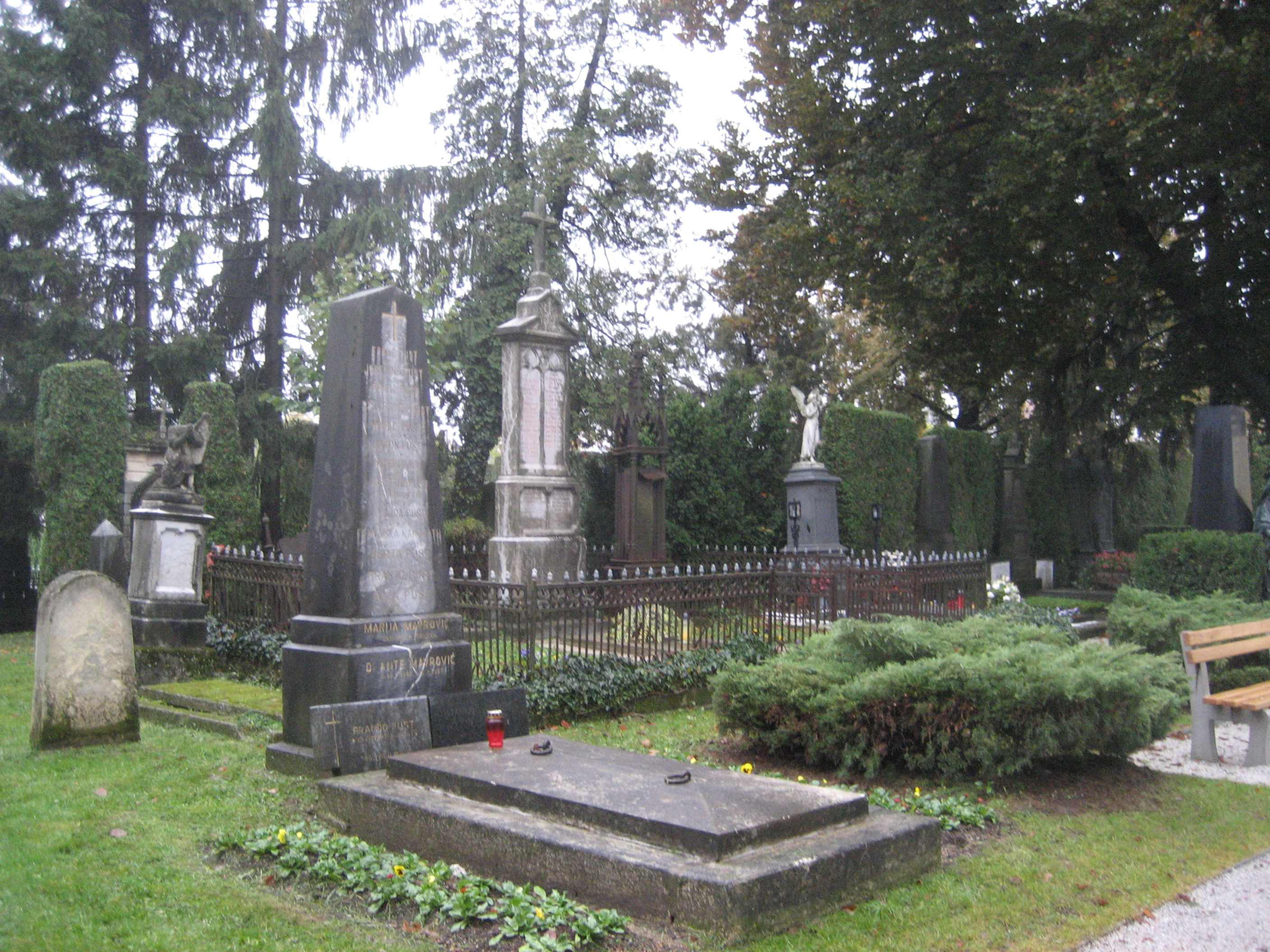
Friedhof Varaždin (2)

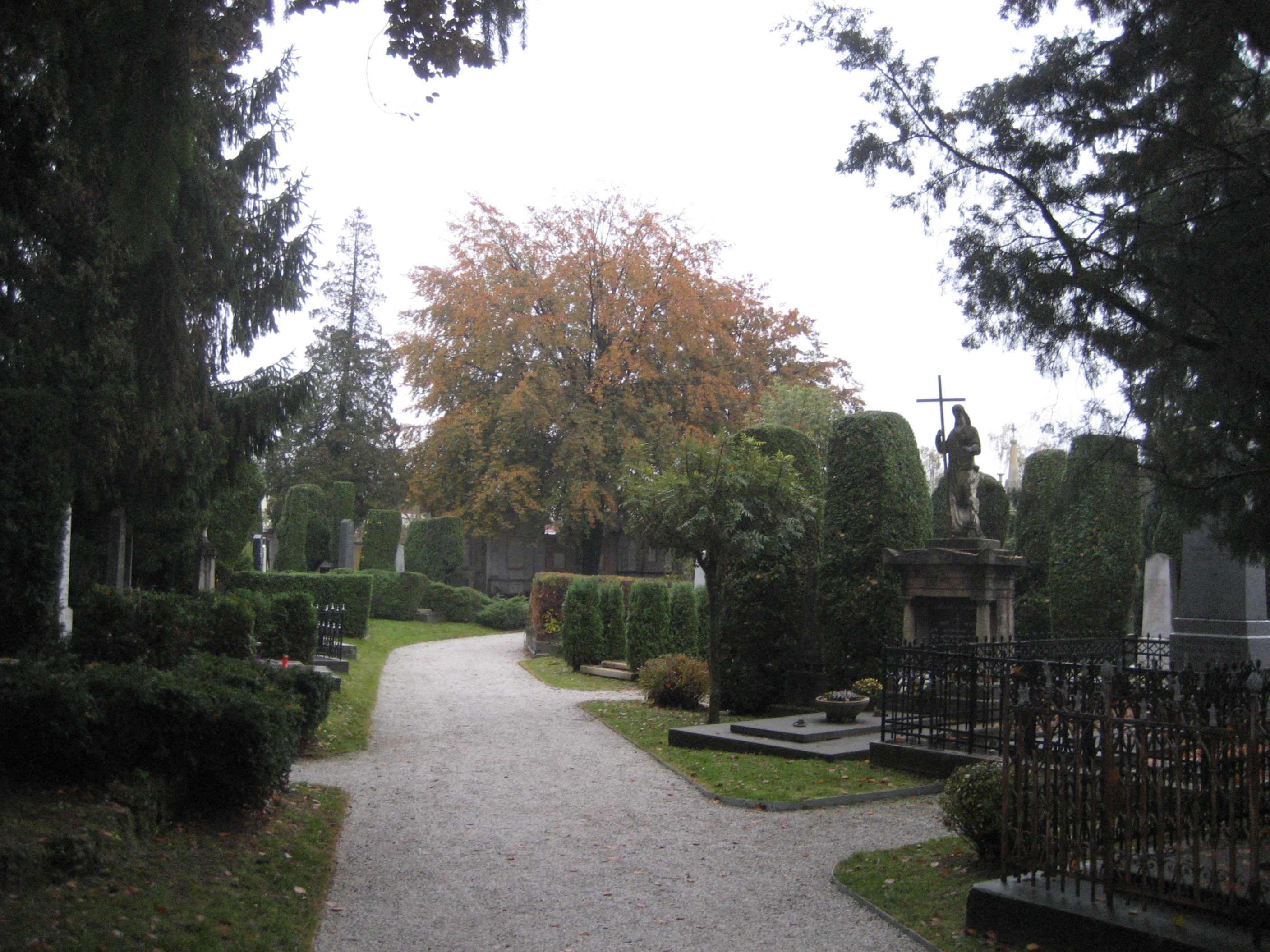
Friedhof Varaždin (3)

Der Friedhof von Varaždin (kroat. Varaždinsko groblje) in Kroatien wurde im Jahre 1773 angelegt und zählt zu den besonderen Sehenswürdigkeiten der Stadt Varaždin. Unter der Verwaltung von Hermann Haller (1875–1953) in den Jahren 1905–1946 ist er zu einem „Park der Lebenden“ umgestaltet worden. Die Friedhofsverwaltung ist Mitglied bei der ASCE (Die Vereinigung bedeutender Friedhöfe in Europa (Association of significant cemeteries in Europe)). Am 20. bis 22. September 2007 hielt die Vereinigung bedeutender Friedhöfe in Europa ein Treffen in Norwegen ab. Dabei war der Friedhof von Varaždin ein Thema. Die am Friedhof schon getätigten Bauveränderungen wurden vorgestellt, wie auch die noch für die Zukunft geplante Gesamtumgestaltung des Friedhofs illustriert.